# چیزی که می‌خوام (ترانه مورگان والن)
«چیزی که می‌خوام» (انگلیسی: What I Want) ترانه‌ای از مورگان والن، خوانندهٔ موسیقی کانتری اهل ایالات متحده با همکاری تیت مک‌ری، خوانندهٔ پاپ اهل کانادا است. این ترانه در ۱۶ مه ۲۰۲۵ به‌عنوان پنجمین تک‌آهنگ از چهارمین آلبوم استودیویی والن با نام من مشکل هستم منتشر شد. این ترانه نخستین همکاری والن با یک خواننده زن به‌شمار می‌رود. «چیزی که می‌خوام» هنگام انتشار در جایگاه نخست جدول بیلبورد هات ۱۰۰ ایالات متحده قرار گرفت و به چهارمین تک‌آهنگ شماره یک والن و نخستین اثر شماره یک مک‌ری در این جدول تبدیل شد.

## پیش‌زمینه
مورگان والن فاش کرد که همکاری با تیت مک‌ری خواسته‌ای متقابل و مورد علاقهٔ هر دوی آن‌ها برای مدتی طولانی بوده است. در ابتدا، ترانهٔ «چیزی که می‌خوام» با در نظر گرفتن خوانندهٔ زن نوشته نشده بود، اما والن اذعان کرد که مک‌ری «تمام بخش‌های ترانه را فوق‌العاده اجرا کرد». با این حال، این دو به دلیل شرایط موجود، به صورت هم‌زمان در استودیو روی این قطعه کار نکردند و ضبط آن نیز جداگانه انجام شد. والن همچنین گفت که چند سال پیش، خواهرش او را با موسیقی مک‌ری آشنا کرده بود.
پس از اعلام خبر این همکاری، برخی از طرفداران مک‌ری او را به‌دلیل همکاری با والن، با توجه به گذشتهٔ بحث‌برانگیز والن، مورد انتقاد قرار دادند.

## تبلیغ و ترویج
در ۲۹ مارس ۲۰۲۵، مورگان والن به‌عنوان مهمان موسیقایی در برنامهٔ پخش زنده شنبه شب حضور یافت و تک‌آهنگ‌های پیشین خود از جمله «من مشکل هستم» و «فقط در صورت امکان» را اجرا کرد. در طول اجرای او، یک تلویزیون در پس‌زمینه عناوین چند ترانه منتشرنشده از این آلبوم را همراه با شماره ترک آن‌ها نمایش می‌داد؛ از جمله «چیزی که می‌خوام»، در حالی که نام دیگر هنرمندان حاضر در همکاری‌ها محو شده بود.
در آوریل ۲۰۲۵، والن تأیید کرد که این ترانه همکاری با یک خواننده زن خواهد بود، چرا که تاکنون چنین همکاری‌ای نداشت. در ۱۵ آوریل، تیت مک‌ری، خواننده کانادایی، در استوری اینستاگرام خود عکسی از یک پیراهن با رنگ‌های تیم فوتبال تنسی والنتیرز منتشر کرد که عبارت «T8» در جلوی آن و حروف اختصاری «MW» (مورگان والن) نیز روی آن نوشته شده بود. روز بعد، والن فهرست کامل قطعه‌های آلبوم من مشکل هستم را منتشر کرد و همکاری خود با مک‌ری را تأیید نمود. در ۱۳ مه، والن مراسم شنیداری ترانه را در بار شخصی خود در نشویل برگزار کرد و پیش‌نمایشی از این قطعه پخش شد.